# 佩雷莫日內 (夏斯季耶區)
49°5′1″N 38°55′39″E / 49.08361°N 38.92750°E
佩雷莫日内（烏克蘭語：Переможне）是位於烏克蘭東部的村莊，由盧甘斯克州夏斯季耶区的新艾達爾市鎮負責管轄。該村始建於1956年，面積1.91平方公里，海拔高度56米，2001年人口334，人口密度每平方公里174.9人。